# Agroforestazione

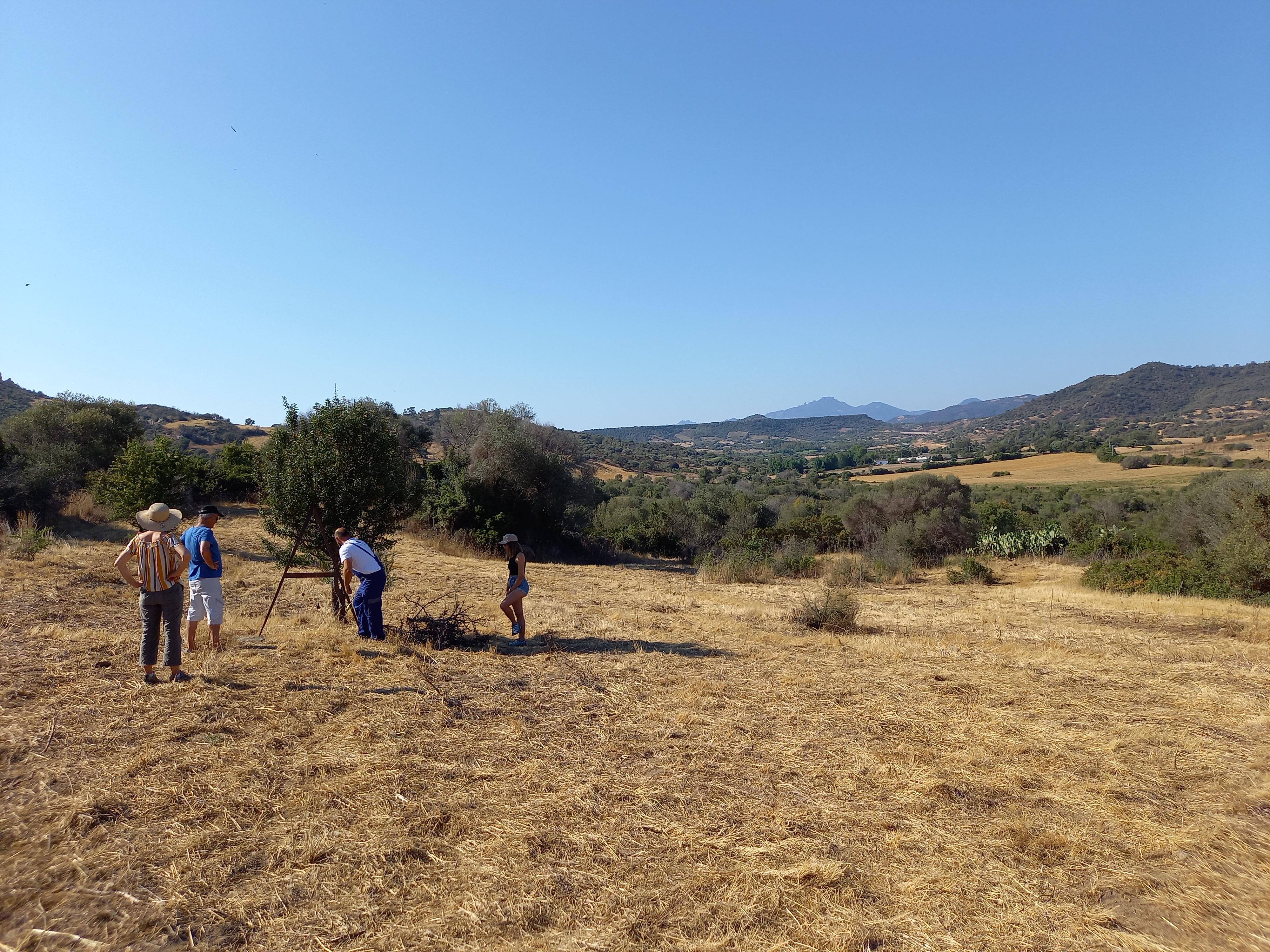
Agroforestazione in Sardegna

L'agroforestazione, termine derivante dalla parola inglese agroforestry, indica un sistema agricolo promiscuo che prevede la combinazione di alberi e/o arbusti ed affini, gestiti razionalmente con la coltura agraria o con l'attività zootecnica di riferimento nell'appezzamento aziendale.
A seconda delle differenti combinazioni utilizzate nell'unità di campo tra alberature, seminativi e allevamenti, vengono distinti ulteriori termini specifici.

## Storia
In Italia, sparsi nelle campagne di molte regioni, sono ancora visibili "relitti" di sistemazioni agroforestali antiche, che precedentemente caratterizzavano fortemente il territorio.
Famoso l'esempio della "piantata", dove le piante di vite venivano fatte "maritare" ad alberi come l'acero campestre e l'olmo campestre. Gli alberi avevano duplice scopo, sia come supporto vivo per la crescita della vite sia come integrazione alimentare del bestiame durante il periodo invernale. Sempre nei vitigni, a volte anche lo spazio inter-filare veniva sfruttato per coltivazioni annuali come ortaggi o cereali.

## Scopo
Lo scopo di questa pratica consiste in una gestione basata su sistemi ecologici e sull'uso sostenibile di risorse naturali che attraverso l'integrazione di alberi nel sistema agricolo diversifica e sostiene la produzione per aumentare i benefici sociali, economici ed ambientali dell'uso della terra a tutti i livelli.
Dunque, i sistemi agroforestali sono caratterizzati da interazioni ecologiche ed economiche tra alberi legnosi, coltivazioni ed allevamenti.

## Uso del termine
Nel passato l'agroforestazione era un concetto intrinseco ai vari sistemi colturali ed infatti il termine è di uso recente.
Alle piante utilizzate in sistemi agroforestali si fa di solito riferimento come multipurpose trees (letteralmente, "alberi multifunzione"), nel senso che questi alberi hanno vari utilizzi.

## La pratica
In pratica, tutte le piante possono avere funzione multiuso; la distinzione viene fatta per contraddistinguere il ruolo multiuso da quello singolo di produzione del legno ad opera di piantagioni pure, (definita anche Industrial Forestry) o di legno da ardere.
La coltivazione che associa gli alberi da frutto e forestali a colture annuali, garantisce una produzione e un carico di lavoro diversificato e continuativo tutto l'anno e richiede un basso utilizzo di input esterni. L'agroforestazione promuove quindi le consociazioni agrarie e forestali.
L'agroforestazione è una pratica molto usata nei progetti di cooperazione allo sviluppo nei Paesi in via di sviluppo.